# Ruše község
Ruše község (szlovén nyelven Občina Ruše) Szlovénia 212 alapfokú közigazgatási egységének, azaz községének egyike a Podravska statisztikai régióban, a Dráva jobb partján, Maribortól nyugatra. Adminisztratív központja Ruše város. A község a történelmi szlovén Stájerország (Štajersko) régió része.

## A községhez tartozó települések
A községhez Ruše székhelyen kívül a következő települések tartoznak:
- Bezena
- Bistrica ob Dravi
- Fala
- Lobnica
- Log
- Smolnik

## Népesség
| Lakosok száma | 7337 | 7333 | 7284 | 7257 | 7207 | 7134 | 7092 | 7114 | 7038 | 7002 |
|               | 2008 | 2009 | 2011 | 2012 | 2013 | 2015 | 2016 | 2017 | 2019 | 2020 |